# Yonghong Hu
Yonghong Hu (kinesiska: 永红湖) är en sjö i Kina. Den ligger i provinsen Qinghai, i den nordvästra delen av landet, omkring 1 100 kilometer väster om provinshuvudstaden Xining. Yonghong Hu ligger 4 771 meter över havet. Arean är 27,6 kvadratkilometer. Trakten runt Yonghong Hu består i huvudsak av gräsmarker. Den sträcker sig 6,2 kilometer i nord-sydlig riktning, och 10,4 kilometer i öst-västlig riktning.
Genomsnittlig årsnederbörd är 258 millimeter. Den regnigaste månaden är juli, med i genomsnitt 59 mm nederbörd, och den torraste är december, med 1 mm nederbörd.